# Troglotayosicus humiculum
Espèce
Troglotayosicus humiculum est une espèce de scorpions de la famille des Troglotayosicidae.

## Distribution
Cette espèce est endémique du département de Nariño en Colombie. Elle se rencontre vers Ricaurte.

## Description
Les mâles mesurent de 19,10 à 19,60 mm et les femelles de 18,95 à 19,90 mm.

## Publication originale
- Botero-Trujillo & Francke, 2009 : « A new species of troglomorphic leaf litter scorpion from Colombia belonging to the genus Troglotayosicus (Scorpiones: Troglotayosicidae). » Texas Memorial Museum Speleological Monographs, Studies on the Cave and Endogean Fauna of North America V, no 7, p. 1–10.